# Asgarby and Howell
Asgarby and Howell est une paroisse civile du Lincolnshire, en Angleterre. Elle est constituée de deux villages, Asgarby (en) et Howell (en), qui disposaient de leur propre paroisse jusqu'au 1er avril 1931 où la paroisse d'Asgarby and Howell est créée.

## Démographie
Au recensement de 2021, la population de la paroisse civile était de 84 habitants.